# Jilem (okres Havlíčkův Brod)
Jilem (německy Jilem) je obec v okrese Havlíčkův Brod v Kraji Vysočina. Žije zde 136 obyvatel.

## Historie
První písemná zmínka o obci pochází z roku 1318.
V letech 2003–2010 působil jako starosta Milan Klement, od roku 2010 tuto funkci zastává Jaromír Rasocha.
Od roku 2018 se stává starostou Milan Klement.
| Rok            | 1869 | 1880 | 1890 | 1900 | 1910 | 1921 | 1930 | 1950 | 1961 | 1970 | 1980 | 1991 | 2001 | 2006 | 2014 |
| Počet obyvatel | 311  | 305  | 325  | 311  | 300  | 305  | 250  | 207  | 201  | 174  | 143  | 135  | 127  | 123  | 121  |

## Pamětihodnosti
- Sklárna svatého Josefa před vesnicí

## Galerie

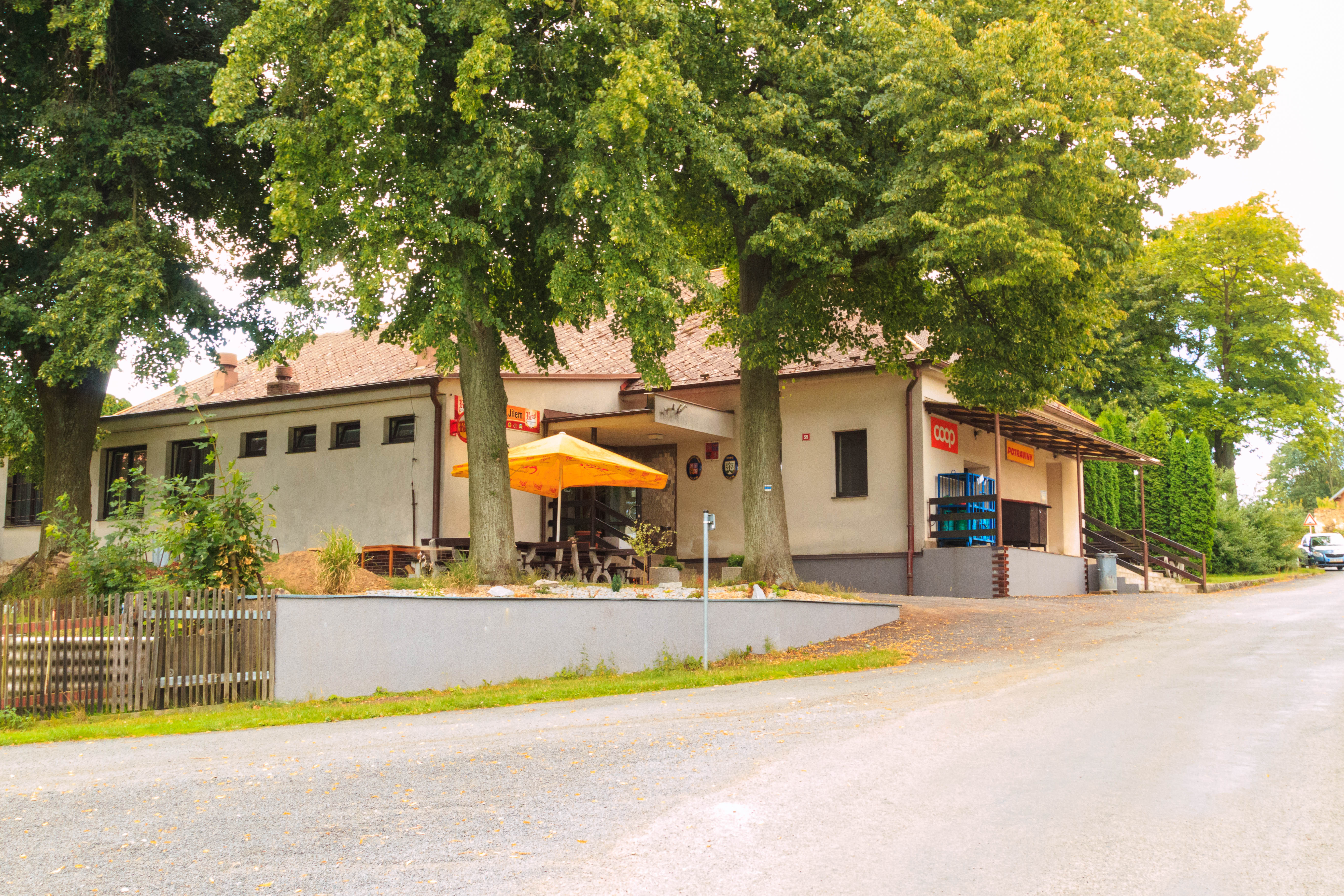
Prodejna
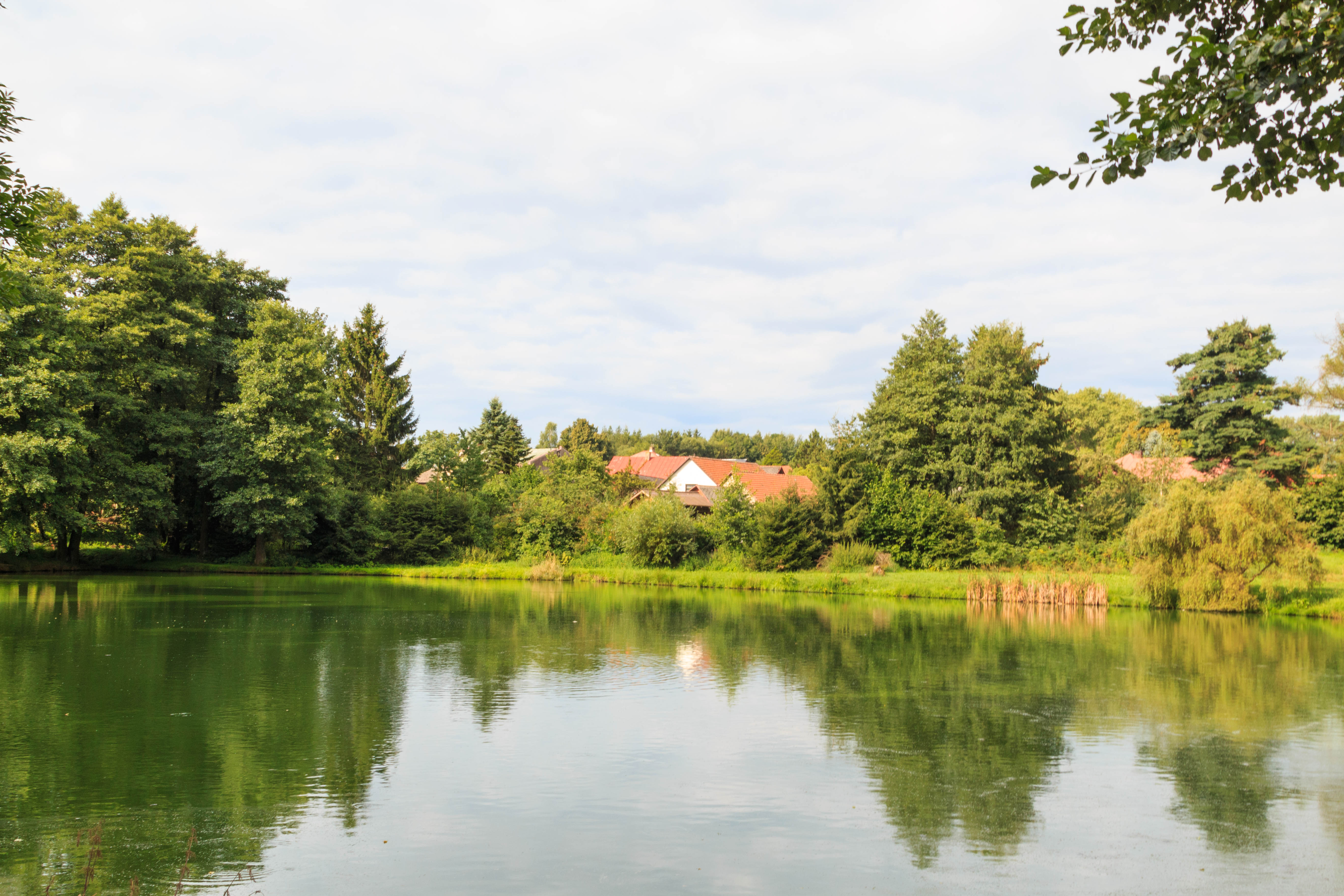
Rybník
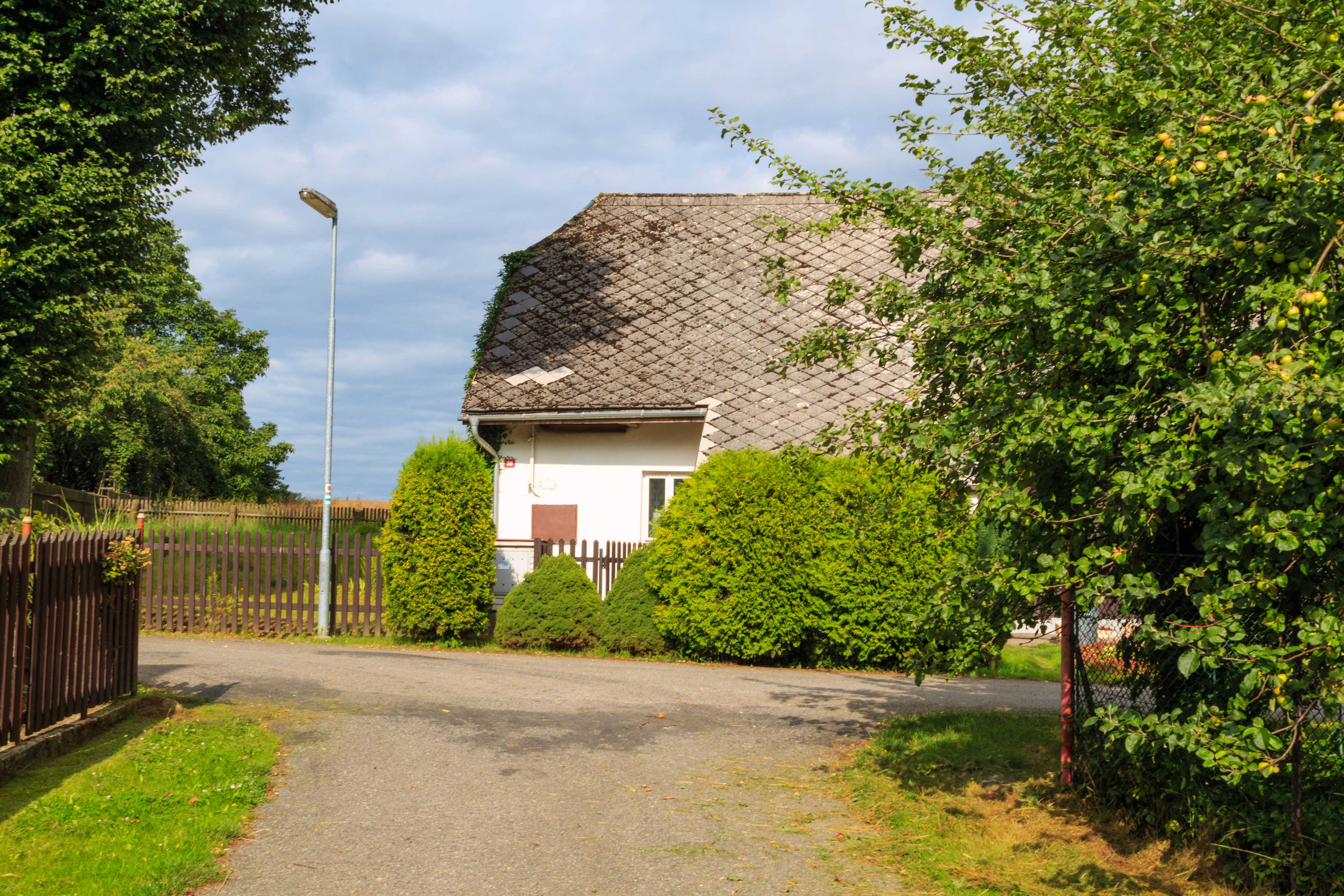
Čp. 38